# Xoắn ốc logarit

Xoắn ốc logarit (cao độ 10°)

Xoắn ốc logarit, xoắn ốc đẳng giác, hoặc xoắn ốc tăng trưởng là là một đường cong xoắn ốc tự tương tự thường xuất hiện trong tự nhiên. Xoắn ốc logarit được mô tả đầu tiên bởi Descartes và sau đó được điều tra rộng rãi bởi Jacob Bernoulli, gọi là Spira mirabilis, "vòng xoắn ốc kỳ diệu".
Các xoắn ốc logarit có thể được phân biệt với xoắn ốc Archimedean bởi thực tế là khoảng cách giữa các vòng quay của một vòng xoắn logarit tăng lên trong cấp số nhân, trong khi trong một vòng xoắn ốc Archimedean những khoảng cách này là không đổi.

## Định nghĩa
Ở tọa độ cực, {\displaystyle (r,\varphi )} xoắn ốc logarit có thể được viết như
{\displaystyle r=ae^{k\varphi },\quad \varphi \in \mathbb {R} ,}
hoặc
{\displaystyle \varphi ={\frac {1}{k}}\ln {\frac {r}{a}},}
với {\displaystyle e} là cơ sở của logarit tự nhiên, và {\displaystyle a,k\neq 0} là hằng số thực.

## Trong tọa độ Descartes
Vòng xoắn logarit với phương trình cực
{\displaystyle \;r=ae^{k\varphi }}
có thể được biểu diễn trong tọa độ Descartes {\displaystyle (x=r\cos \varphi ,\,y=r\sin \varphi )} bởi
- {\displaystyle x=ae^{k\varphi }\cos \varphi ,\qquad y=ae^{k\varphi }\sin \varphi .}

Bên trong mặt phẳng phức {\displaystyle (z=x+iy,\,e^{i\varphi }=\cos \varphi +i\sin \varphi )}:
- {\displaystyle z=ae^{(k+i)\varphi }.}